# Макени
Макени (на английски: Makeni) е град в Сиера Леоне. Градът е столица на окръг Бомбали на северната провинция на страната. Макени е най-големият град в северната провинция и петият по големина град в Сиера Леоне, с население 125 970 души (по данни от 2015 г.). Той е един от икономическите, финансовите и културни центрове на Северна Сиера Леоне и е сред шестте главни градове на страната. Макени е разположен на 177 километра североизточно от столицата на Сиера Леоне, град Фрийтаун. Както в почти всички части на страната, езикът крио е широко употребяван в града.

## Известни личности
Родени в Макени
- Ърнест Баи Корома (р. 1953), политик